# Stuttgart-Mitte
Stuttgart-Mitte – okręg administracyjny (Stadtbezirk) w Stuttgarcie, w kraju związkowym Badenia-Wirtembergia. Liczy 21 230 mieszkańców (31 grudnia 2011) i ma powierzchnię 3,81 km².